# Doberlug-Kirchhain
Doberlug-Kirchhain (dolnołuż. Dobrjoług-Góstkow, pol. hist. Dobryług) – miasto w Niemczech w kraju związkowym Brandenburgia, w powiecie Elbe-Elster. Położone na Łużycach.

## Historia

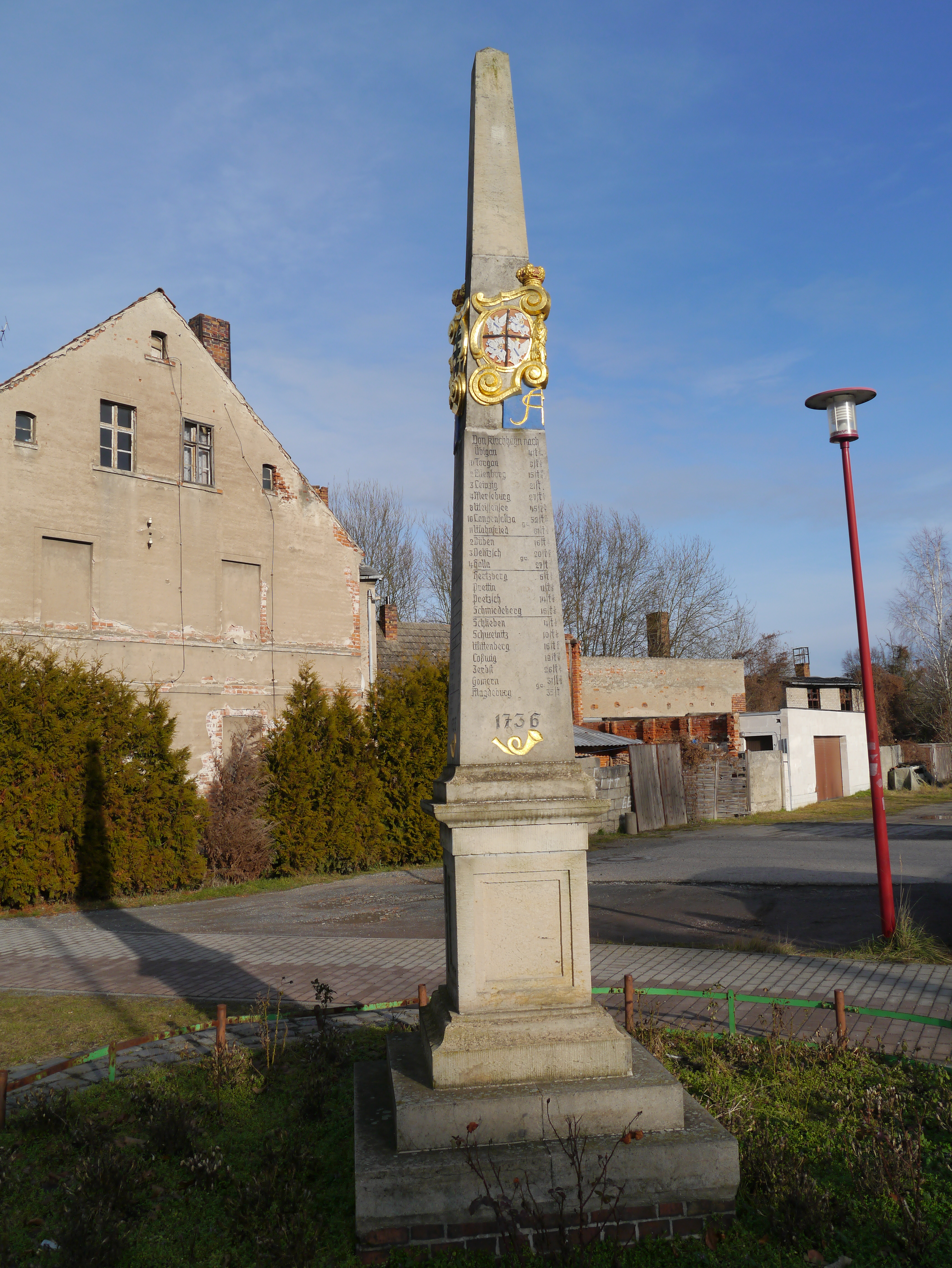
Słup poczty polsko-saskiej z 1736 roku

W XII–XIII w. powstał w tym miejscu klasztor cystersów Dobrilugk z istniejącym do dziś kościołem klasztornym. W XVI w. klasztor został zamknięty, a na jego miejscu w XVI–XVII w. zbudowano zamek. W 1664 książę Saksonii-Merseburga Chrystian I założył pod zamkiem miasto Dobrilugk, którego nazwę w 1937 zmieniono na Doberlug. W 1950 połączono Doberlug z sąsiednim Kirchhain tworząc miasto Doberlug-Kirchhain.

## Dzielnice
W skład miasta wchodzą następujące dzielnice:
- Arenzhain
- Buchhain
- Dübrichen
- Frankena
- Hennersdorf
- Lichtena
- Lugau
- Nexdorf
- Prießen
- Trebbus
- Werenzhain

## Osoby urodzone w Doberlug-Kirchhain
- Hermann Wilhelm Vogel – niemiecki fotochemik

## Współpraca
- Hemer, Nadrenia Północna-Westfalia
- Kirchhain, Hesja